# آلبرت پینکام رایدر
آلبرت پینکام رایدر (انگلیسی: Albert Pinkham Ryder; ۱۹ مارس ۱۸۴۷ – ۲۸ مارس ۱۹۱۷) نقاش اهل ایالات متحده آمریکا بود که بیشتر با آثار تمثیلی تیره و غبارآلود، چشم‌اندازهای دریایی و همچنین شخصیت عجیب‌وغریبش شناخته می‌شود.

## نگارخانه

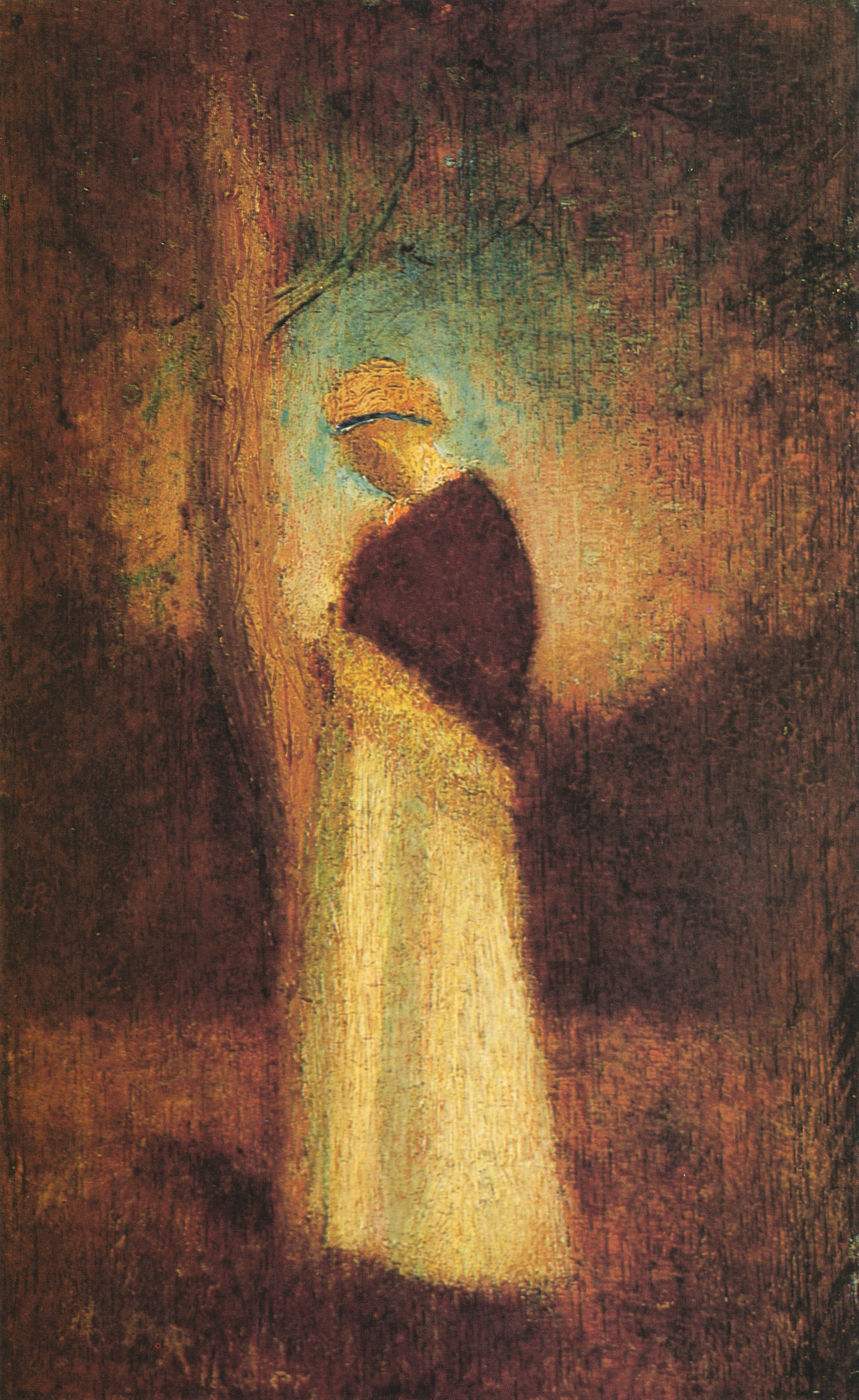
The Spirit of Autumn (c. 1875), the earliest documented work by Ryder. Columbus Museum of Art, کلمبوس، اوهایو.
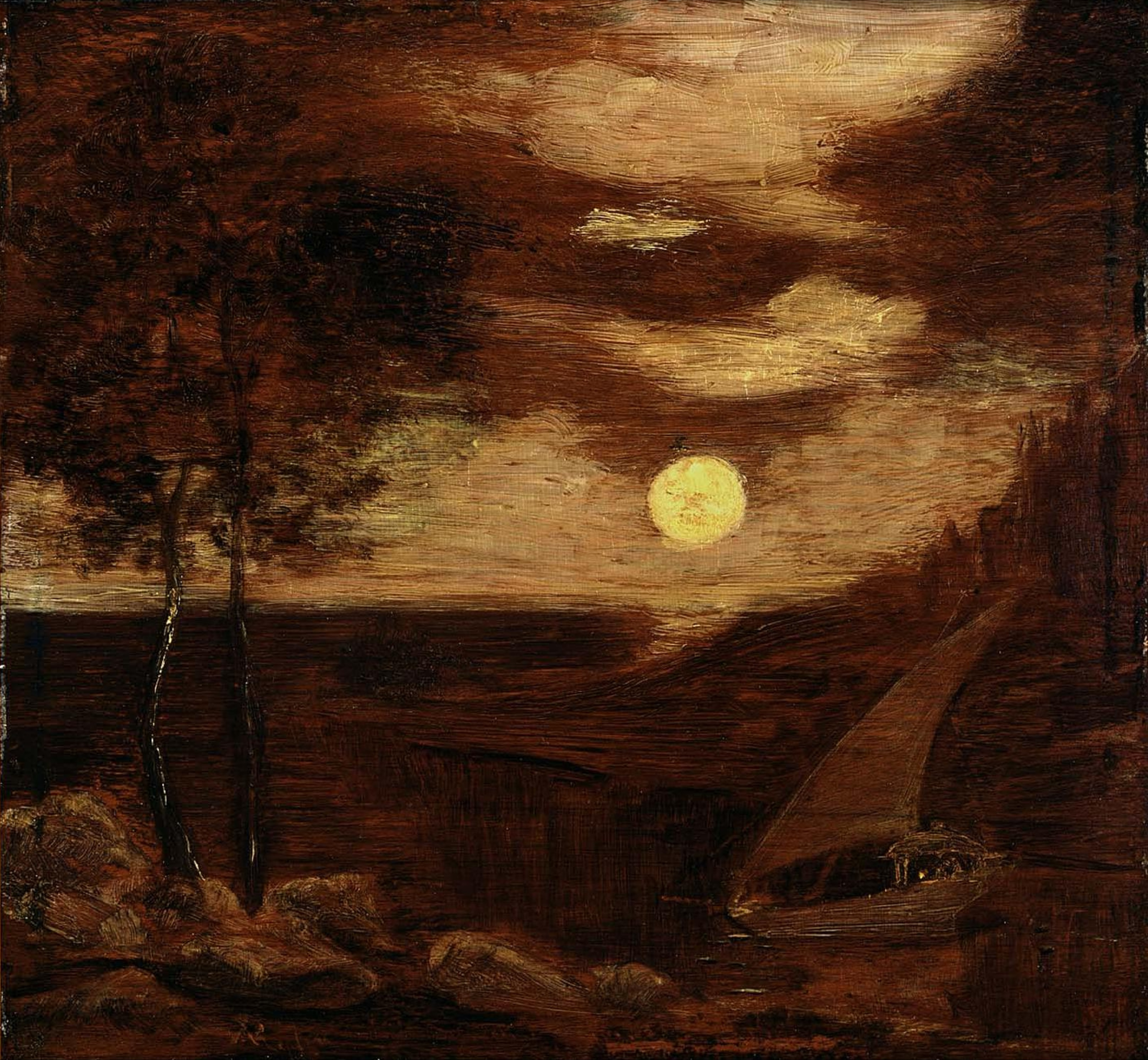
The Lover's Boat c. 1881, Oil on canvas, Smithsonian American Art Museum, واشینگتن، دی.سی.
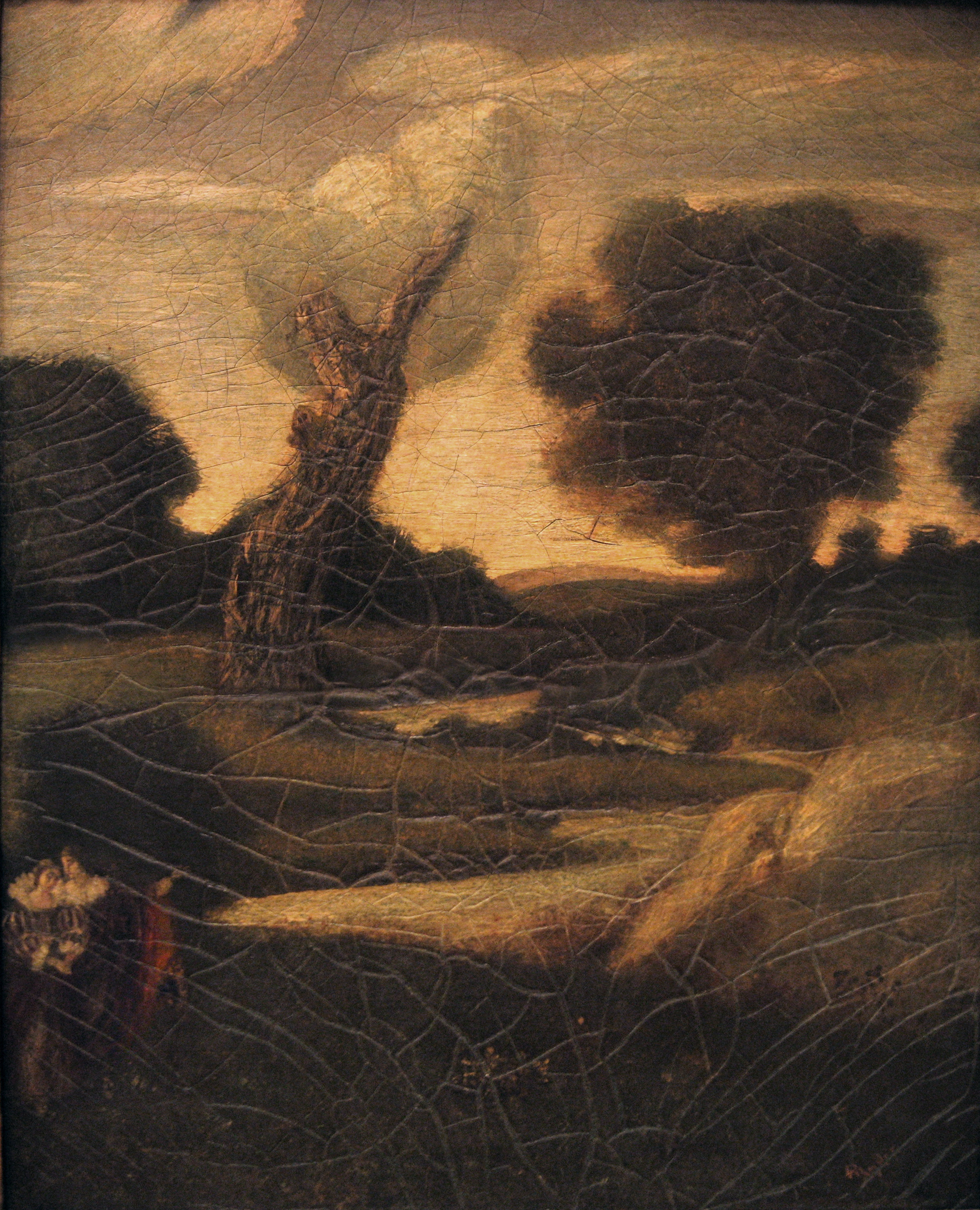
The Forest of Arden (1888 - 1897, possibly reworked 1908). Oil on canvas, موزه متروپولیتن نیویورک، نیویورک.
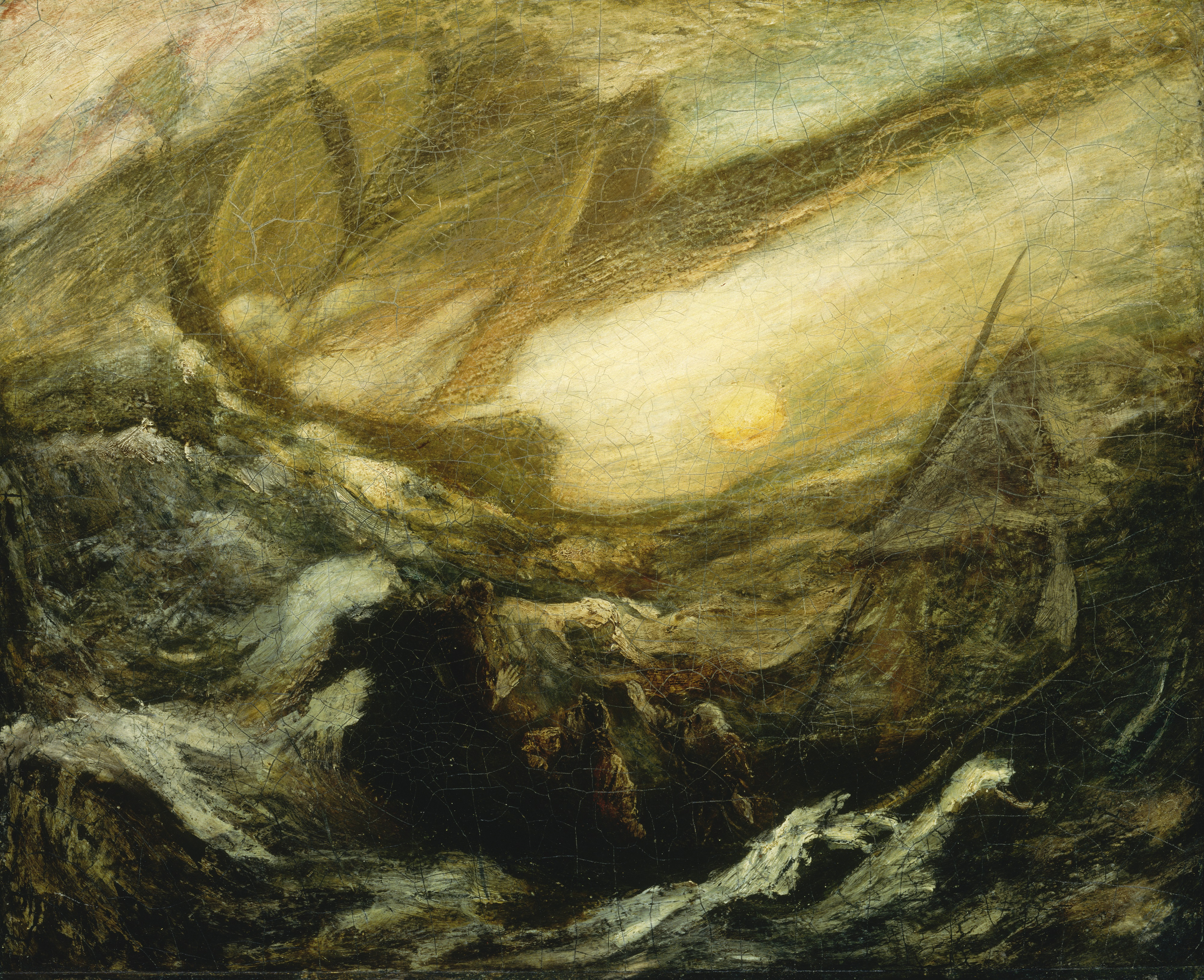
هلندی سرگردان حدود ۱۸۹۶، رنگ روغن روی بوم، نصب‌شده بر فیبر، Smithsonian American Art Museum، واشینگتن، دی.سی.
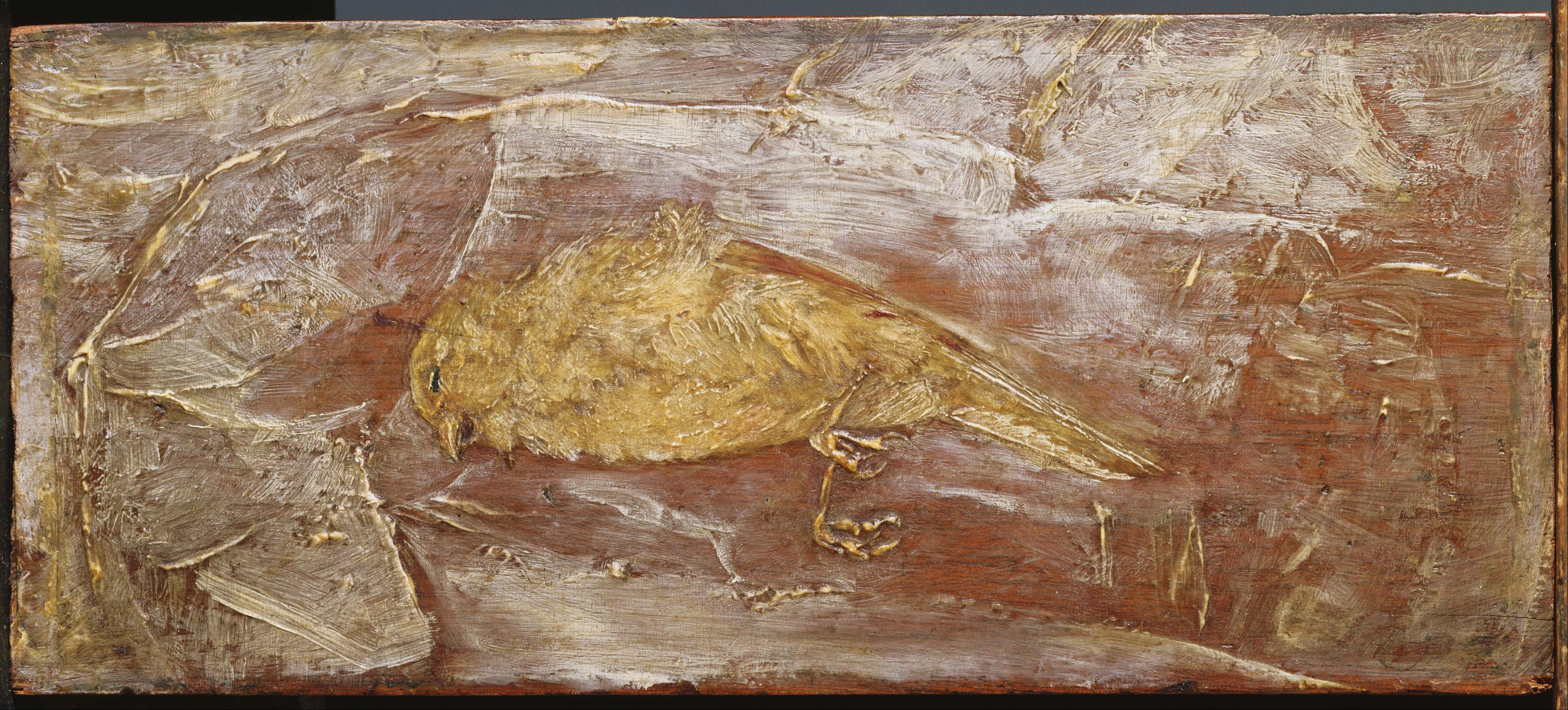
The Dead Bird, 1890-1900, the مجموعه فیلیپس، واشینگتن، دی.سی.
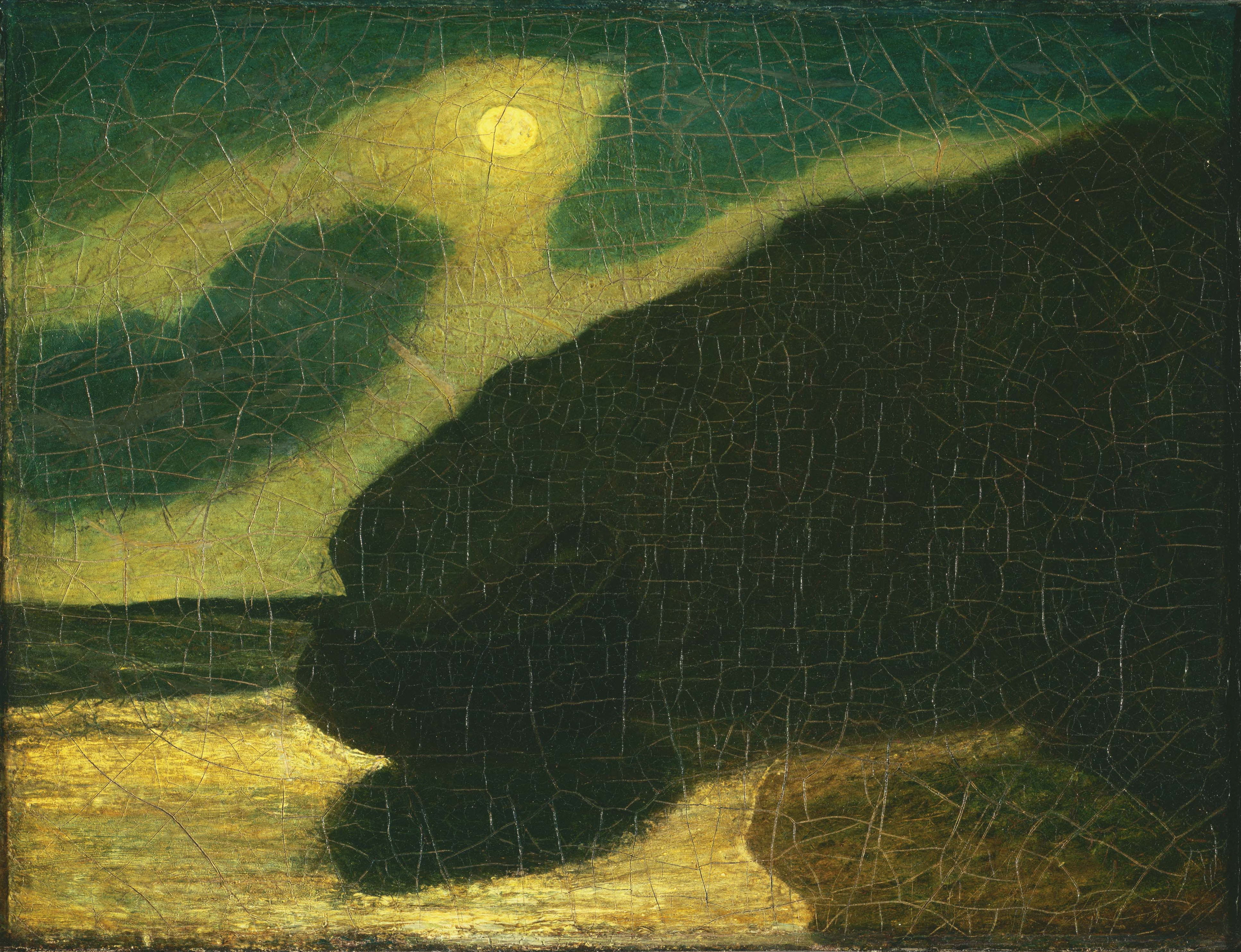
Seacoast in Moonlight, 1890, the مجموعه فیلیپس، واشینگتن، دی.سی.